# Carlos Monzón

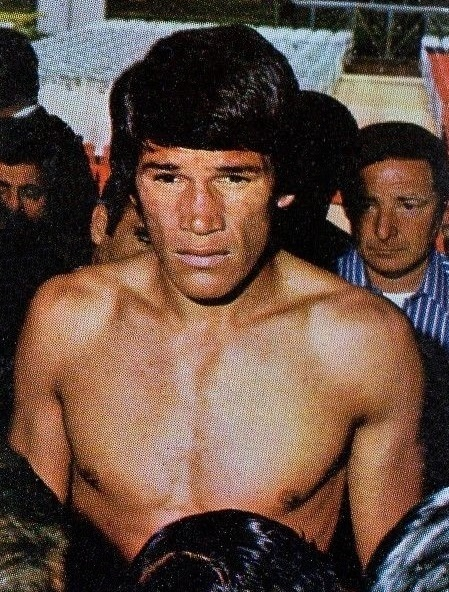

Carlos Monzón (San Javier, 7 de agosto de 1942-Os Cerrillos, 8 de janeiro de 1995) foi um boxeador argentino que atingiu o título de campeão mundial da categoria médio, entre os anos 1970 e 1977. Considerado por muitos o maior representante do boxe argentino e um dos melhores na história do boxe, além de ser um dos melhores desportistas argentinos de toda a história. No ranking peso-por-peso de todos os tempos do site Boxrec ficou na posição Nº 7. A revista The Ring colocou-o no número 11 da lista dos melhores boxeadores da história peso-por-peso. Em 1990 foi incorporado ao Salão Internacional da Fama do Boxe.

## Acusação de Assassinato
Monzón teve um caso com a modelo uruguaia Alicia Muñiz por alguns anos, e eles inclusive tiveram um filho juntos. Depois de uma briga em Mar del Plata, Argentina, em 1988, Monzón perdeu o controle e começou a bater na moça. Ele a arremessou da sacada do segundo andar do prédio onde estavam e, depois, se jogou também. No ano seguinte, ele foi julgado e condenado por homicídio a 11 anos de prisão. Monzón afirmava ser inocente e dizia que sua esposa teria caído acidentalmente da varanda da sua casa.